# Liste der Naturdenkmale in Herbrechtingen
| Naturdenkmale | Anzahl |
| ------------- | ------ |
| FND           | 15     |
| END           | 4      |
| Gesamt        | 19     |

Die Liste der Naturdenkmale in Herbrechtingen nennt die verordneten Naturdenkmale (ND) der im baden-württembergischen Landkreis Heidenheim liegenden Stadt Herbrechtingen. In Herbrechtingen gibt es insgesamt 19 als Naturdenkmal geschützte Objekte, davon 15 flächenhafte Naturdenkmale (FND) und 4 Einzelgebilde-Naturdenkmale (END).
Stand: 31. Oktober 2016.

## Flächenhafte Naturdenkmale (FND)
| Name                                 | Bild | Kennung     | Einzelheiten                            | Position | Fläche Hektar | Datum         |
| ------------------------------------ | ---- | ----------- | --------------------------------------- | -------- | ------------- | ------------- |
| Bernauer Brunnen                     | BW   | 81350200004 | Herbrechtingen                          | ⊙        | 0,3           | 10. Nov. 2005 |
| Entenhülbe                           | BW   | 81350200012 | Herbrechtingen                          | ⊙        | 0,0           | 10. Nov. 2005 |
| Hohlenstein (3 Höhlen)               |      | 84250110002 | Herbrechtingen, Asselfingen             | ⊙        | 0,4           | 8. Aug. 1997  |
| Hülbe beim Lehrhaubrunnen            | BW   | 81350200016 | Herbrechtingen                          | ⊙        | 0,0           | 10. Nov. 2005 |
| Kochstein                            | BW   | 81350200008 | Herbrechtingen                          | ⊙        | 0,4           | 10. Nov. 2005 |
| Kühloch                              |      | 81350200013 | Herbrechtingen                          | ⊙        | 0,0           | 10. Nov. 2005 |
| Kunigundenbühl                       | BW   | 81350190051 | Heidenheim an der Brenz, Herbrechtingen | ⊙        | 1,4           | 10. Nov. 2005 |
| Lindengruppe am Eitenberg            | BW   | 81350200011 | Herbrechtingen                          | ⊙        | 0,9           | 10. Nov. 2005 |
| Pflanzenstandort Birketle            |      | 81350200006 | Herbrechtingen                          | ⊙        | 1,1           | 10. Nov. 2005 |
| Pflanzenstandort Längenfeld          | BW   | 81350200007 | Herbrechtingen                          | ⊙        | 3,3           | 10. Nov. 2005 |
| Pflanzenstandort Stangenhau          |      | 81350200009 | Herbrechtingen                          | ⊙        | 0,1           | 10. Nov. 2005 |
| Rothauhülbe                          |      | 81350200014 | Herbrechtingen                          | ⊙        | 0,0           | 10. Nov. 2005 |
| Vogelinsel                           | BW   | 81350160003 | Giengen an der Brenz, Herbrechtingen    | ⊙        | 4,7           | 10. Nov. 2005 |
| Wasserflächen bei der ehem. Ziegelei | BW   | 81350200001 | Herbrechtingen                          | ⊙        | 1,0           | 10. Nov. 2005 |
| Werrenmähdle (Wiesenmoor)            |      | 81350200005 | Herbrechtingen                          | ⊙        | 0,5           | 10. Nov. 2005 |
| Legende für Naturdenkmal             |      |             |                                         |          |               |               |

## Einzelgebilde (END)
| Name                     | Bild | Kennung     | Einzelheiten   | Position | Fläche Hektar | Datum         |
| ------------------------ | ---- | ----------- | -------------- | -------- | ------------- | ------------- |
| Lindachhöhle             |      | 81350200015 | Herbrechtingen | ⊙        | 0,0           | 10. Nov. 2005 |
| 1 Eiche im Gewann Birket | BW   | 81350200002 | Herbrechtingen | ⊙        | 0,0           | 10. Nov. 2005 |
| 1 Eiche im Langen Feld   | BW   | 81350200003 | Herbrechtingen | ⊙        | 0,0           | 10. Nov. 2005 |
| 1 Linde am Mühlweg       |      | 81350200010 | Herbrechtingen | ⊙        | 0,0           | 10. Nov. 2005 |
| Legende für Naturdenkmal |      |             |                |          |               |               |